# Fokale epitheliale Hyperplasie
Die Fokale epitheliale Hyperplasie (Morbus Heck) ist eine seltene, durch humane Papillomaviren hervorgerufene Veränderung der Mundschleimhaut mit schmerzlosen, warzenartigen Papeln und Plaques, die hauptsächlich bei indianischer Bevölkerung in Südamerika und bei Inuits vorkommt.

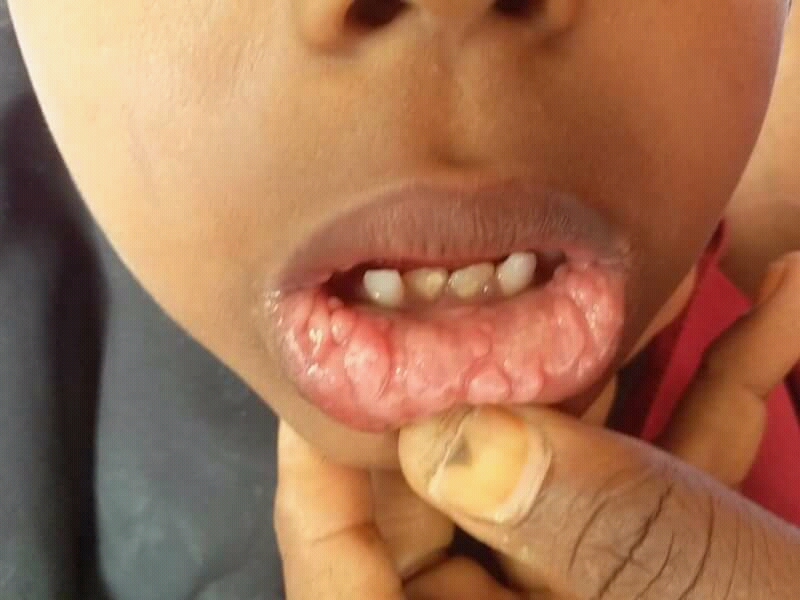
Fokale epitheliale Hyperplasie

Synonyme sind: Fokale epitheliale Hyperplasie; Hyperplasia multilocularis mucosae oris Heck; Morbus Heck
Die Erstbeobachtung stammt aus dem Jahre 1961 durch den  US-amerikanischen Zahnarzt John W. Heck an Navajos in der Region Gallup, New Mexico, publiziert im Jahre 1965 zusammen mit H. O. Archard und H. R. Stanley.

## Verbreitung
Die Erkrankung tritt bevorzugt bei HIV-positiven Personen und regional stark gehäuft auf, bei einigen Populationen bei bis zu 40 % der Kinder.
Es gibt auch eine familiäre Form mit autosomal-rezessiver Vererbung.

## Ursache
Haupterreger sind die humanen Papillomaviren Typ 13 und 32 („low risk“), seltener Typ 1, 6 oder 11.

## Klinische Erscheinungen
Klinische Kriterien sind:
- benigne hyperplastische Viruserkrankung der Mundschleimhaut
- Auftreten meist im Kindes- oder Jugendalter
- Hauptsächlich Lippen, meist an der Schleimhautseite der Unterlippe, Mundschleimhaut, Mundwinkel, Wangenschleimhaut, Zunge und Zahnfleisch, nur selten Mundboden oder Gaumen
- multiple, schmerzlose, leicht erhabene weiche Knoten von 1–10 mm Durchmesser, glatte Oberfläche mit normaler bis weißlicher Färbung
- Bei Dehnung der Schleimhaut teilweise verschwindend
- über Monate bis Jahre persistierend

## Diagnose
Die Diagnose ergibt sich aus den klinischer Befunden. Über 85 % der Betroffenen sind HPV-positiv.

## Differentialdiagnostik
Abzugrenzen sind:
- Condylomata acuminata
- Verruca vulgaris
- Multiple Papillome
- Multiple Fibrome
- Goltz-Gorlin-Syndrom (Fokale dermale Hypoplasie)
- orale Läsionen beim Cowden-Syndrom
- orale Läsionen bei Tuberöser Sklerose

## Therapie
Eine Behandlung ist meist nicht erforderlich, da es in mehr als 50 % zur Spontanregression kommt. Bei hartnäckiger Infektion kommen neben der Exzision oder Kauterisation auch Einsatz eines CO2-Lasers infrage. Nichtinvasiv kann Interferon Alpha 2a/b systemisch, oder experimentell lokal Interferon Beta (Fiblaferon) versucht werden.

## Veterinärmedizin
Das Krankheitsbild gibt es auch in der Tiermedizin, beispielsweise bei Brüllaffen.